# Хангарова (станция скоростного трамвая)
«Хангарова» (пол. Hangarowa) — станция скоростного трамвая в городе Щецин. Открыта 29 августа 2015 года в составе первой очереди строительства. Принимает трамвайные маршруты № 2, 7, 8.

## Описание
Станция является наземной с двумя береговыми платформами. Выход в город осуществляется через надземный  вестибюль на обе стороны линии.